# Hitoshi Matsushima
Hitoshi Matsushima (japanisch 松島 仁 Matsushima Hitoshi; * 30. April 1980 in Hokkaido) ist ein ehemaliger japanischer Fußballspieler.

## Karriere
Matsushima erlernte das Fußballspielen in der Schulmannschaft der Tokai University Daiichi High School. Seinen ersten Vertrag unterschrieb er 1999 bei den Shimizu S-Pulse. Der Verein spielte in der höchsten Liga des Landes, der J1 League. Für den Verein absolvierte er vier Erstligaspiele. 2001 wechselte er zum Zweitligisten Ventforet Kofu. Für den Verein absolvierte er 51 Spiele. Ende 2002 beendete er seine Karriere als Fußballspieler.

## Erfolge
Shimizu S-Pulse
- J1 League

Vizemeister: 1999
- Kaiserpokal

Finalist: 2000